# Half-Life 2: Lost Coast
 (octobre 2019).
Si vous disposez d'ouvrages ou d'articles de référence ou si vous connaissez des sites web de qualité traitant du thème abordé ici, merci de compléter l'article en donnant les références utiles à sa vérifiabilité et en les liant à la section « Notes et références ».
Half-Life 2: Lost Coast, typographié Hλlf-Life 2: Lost Coast, est une démo technique réalisée par Valve Corporation afin de présenter sa nouvelle technologie graphique : le HDR rendering, procurant un rendu visuel amélioré, notamment au niveau du rendu des éclairages.

## Trame

### Personnages
Half-Life 2: Lost Coast ne contient que deux personnages : le personnage principal de Half-Life Gordon Freeman, que le joueur contrôle, et un vieux pêcheur sans nom, en plus de quelques ennemis comme des soldats du Cartel et des crabes de tête.

### Histoire
Lost Coast prend place dans le village de Saint Olga, quelque part en Europe de l’Est, dans l’un des anciens pays de l’Union Soviétique. Ce village de pêcheurs, entièrement dévasté par le Cartel, semble entièrement désert et abandonné de ses habitants à l’exception d’un vieux pêcheur. C’est cet homme que rencontre Gordon Freeman. En réalité, le joueur ne peut pas accéder à Saint Olga, mais uniquement au monastère, qui surplombe les lieux au sommet d’une falaise.
Dans cet épisode, Gordon Freeman se voit confier une mission par le vieux pêcheur. Le Cartel a en effet installé une petite garnison dans le monastère, ainsi qu'un canon. Cette arme ne cesse de projeter sur Saint Olga des obus, remplis de crabes de tête venimeux. Ce pilonnage pourrait suggérer la présence de résistants dans le village. Le vieux pêcheur indique à Freeman la voie à suivre pour accéder à l’église. Au cours de son ascension, le Docteur Freeman affronte plusieurs patrouilles de soldats du Cartel, dont certains descendent la falaise en rappel.
Une fois arrivé dans la basilique, il est surprenant de ne voir plus aucune résistance. À l’intérieur même de cette église orthodoxe, Gordon découvre l’arme du Cartel. Le pistolet anti-gravité lui permet de mettre hors-service l’appareil destructeur en y enfournant un objet quelconque pour l’obstruer. Le reste de la garnison tente de mettre hors de combat Freeman lors de sa fuite, ainsi qu’un hélicoptère du Cartel. Après avoir abattu cet hélicoptère et tué la trentaine de soldats du Cartel, Gordon Freeman est félicité par le vieil homme. Ce dernier l’invite chez lui à manger quelques sangsues, mais Gordon Freeman est téléporté hors de la zone.

## Système de jeu
Lost Coast utilise le même système de jeu de tir à la première personne que Half-Life 2. Le joueur est équipé d'armes de Half-Life 2, y compris le pistolet à gravité manipulant des objets.

## Développement

### Conception de niveau
Half-Life 2: Lost Coast a été conçu comme une partie du septième chapitre « Autoroute 17 » de Half-Life 2 (le nom de développement de « Autoroute 17 » était « Coast » (Côte), d'où le nom « Lost Coast » (Côte perdue)), mais a ensuite été abandonné pendant le développement. En conséquence, Lost Coast présente des détails mineurs du scénario qui ont été supprimés de Half-Life 2, tels que les lanceurs d'artillerie de crabes de tête. Ce jeu est court et ne dure ainsi qu’entre vingt et trente minutes. Chaque zone du niveau a été conçue dans un but précis. Un style architectural orthodoxe oriental a été délibérément choisi pour le monastère, car les bâtiments de ce type sont très colorés et ont une grande variété de matériaux et sont souvent éclairés naturellement, avec des extrêmes d'obscurité et de luminosité, offrant une vitrine idéale pour le HDR. Valve pensait également que l'utilisation d'un monastère aiderait à fournir un contraste plus frappant entre l'ancienne architecture humaine et la technologie futuriste du Cartel qui s'y trouve. La falaise qui mène au monastère avait un but orienté vers le système de jeu, et était destiné à imiter une scène de combat similaire à flanc de falaise dans Half-Life. La falaise oblige également le joueur à observer les menaces d'en haut et d'en bas, rompant avec le combat horizontal normal. La cour du monastère a été conçue comme une zone où le joueur se remet du combat à flanc de falaise, tout en présentant une arène de combat confinée plus tard dans le niveau dans lequel le joueur doit tenir son terrain alors qu'il est attaqué depuis plusieurs directions.